# (4961) Timherder
(4961) Timherder est un astéroïde de la ceinture principale.

## Description
(4961) Timherder est un astéroïde de la ceinture principale. Il fut découvert le 8 octobre 1958 à Flagstaff par observatoire Lowell. Il présente une orbite caractérisée par un demi-grand axe de 3,15 UA, une excentricité de 0,22 et une inclinaison de 7,9° par rapport à l'écliptique.

## Compléments